# Generator parserów
Generator parserów – program generujący analizator składniowy (parser) języka formalnego na podstawie jego opisu, najczęściej w postaci gramatyki. W modelu wzorcowym, generator otrzymuje opis języka w postaci gramatyki, generuje kod źródłowy, który po skompilowaniu daje parser, który z kolei otrzymuje na wejściu symbole leksykalne z leksera i produkuje drzewo wyprowadzenia lub rozpoznaje błędy składniowe.
Generator może pozwalać na dodatkowe informacje w opisie języka np.
- łączność i pierwszeństwo operatorów – co pozwala używać prostszych i naturalniejszych gramatyk.
- akcje semantyczne, czyli akcje jakie ma podejmować parser po rozpoznaniu pewnego fragmentu wejścia. Pozwala to generować kompilatory, translatory i interpretery, co przekształca generator parserów w generator kompilatorów (ang. compiler-compiler, compiler generator).

## Rodzaje
Istnieją różne rodzaje parserów. Dany generator potrafi generować tylko niektóre typy parserów, zazwyczaj jeden, lub kilka podobnych. Popularniejsze typy generowanych parserów to np.: LALR, LR, GLR, LL. W zależności od typu parsera, akceptowane są odpowiednie klasy gramatyk.
Generatory można również podzielić ze względu na język programowania w którym jest generowany kod parsera. Niektóre generatory potrafią produkować kod w kilku (zazwyczaj podobnych) językach. Istnieją generatory, które tworzą kod będący jednocześnie analizatorem składniowym i leksykalnym.

## Generatory parserów
- ACCENT
- AFLEX & AYACC
- ALE
- ANAGRAM
- ANTLR
- APG
- Beaver
- Bison
- Bison for Eiffel
- BTYACC
- BYACC
- Coco/R
- COGENCEE
- CppCC
- CUP
- DEPOT4
- Elkhound
- Essence
- GEN
- GOBO
- GOLD
- GPPG
- Grammatica
- GRDP
- HAPPY
- HOLUB
- jacc
- JavaCC
- jay
- Jell
- JetPAG
- LEMON
- LISA
- LLGEN
- LRGEN
- MinosseCC
- MKS
- More Than Parsing
- ocamlyacc
- PCYACC
- PLY
- PRECC
- PROGRAMMAR
- Rats!
- RDP
- SableCC
- SLK
- SmaCC
- Spirit
- T-Gen
- TP LEX&YACC
- TROOPER
- VISUALPARSE++
- Visual BNF
- Yacc&Lex
- YACC++
- YooParse